# 科隆—杜伊斯堡鐵路
科隆－杜伊斯堡鐵路（德語：Bahnstrecke Köln–Duisburg）全長64公里，是德國的重要鐵路線。此線是來往科隆和魯爾的長距離列車以及市郊列車途經的主要鐵路線。此線是科隆－明登幹線第一段興建的路線，也是德國較古老的鐵路。此線於1845年啟用並多次擴建和現代化。

## 外部連結
- . NRW rail archive. André Joost.   [18 September 2011]. （原始内容存档于2020-10-08） （德语）.